# 飓风奥马尔
飓风奥马尔（英語：Hurricane Omar）是2008年10月中旬以非常罕见的西南至东北方向路径穿越东加勒比海的一场强劲飓风。